# Sara op Zondag
Sara op Zondag was een Nederlands radioprogramma op de Nederlandse radiozender Radio 2. Het programma werd wekelijks gepresenteerd door Sara Kroos vanuit theater City of Wesopa in Weesp. In 2014 werd het programma geschrapt van de programmering en vervangen door het radioprogramma Ha! Die Yora.